# Чапуріно
Чапу́ріно (каз. Чапурино) — село у складі Байтерецького району Західноказахстанської області Казахстану. Входить до складу Бейбітшиліцького сільського округу.
Населення — 15 осіб (2021; 63 у 2009, 203 у 1999, 294 у 1989).